# Салту-ду-Лонтра
Салту-ду-Лонтра (порт. Salto do Lontra)  —  муниципалитет в Бразилии, входит в штат Парана. Составная часть мезорегиона Юго-запад штата Парана. Входит в экономико-статистический  микрорегион Франсиску-Белтран. Население составляет 11 953 человека на 2006 год. Занимает площадь 313,290 км². Плотность населения — 38,2 чел./км².

## История
Город основан 18 декабря 1964 года. 

## Статистика
- Валовой внутренний продукт на 2003 год составляет 133 310 735,00 реалов (данные: Бразильский институт географии и статистики).
- Валовой внутренний продукт на душу населения на 2003 год составляет 10 818,92 реалов (данные: Бразильский институт географии и статистики).
- Индекс развития человеческого потенциала на 2000 год составляет 0,760 (данные: Программа развития ООН).